# ویلیام لوندیگان
ویلیام لوندیگان (انگلیسی: William Lundigan؛ ‏ ۱۲ ژوئن ۱۹۱۴ – ۲۰ دسامبر ۱۹۷۵) هنرپیشه اهل ایالات متحده آمریکا بود.
از فیلم‌ها یا برنامه‌های تلویزیونی که وی در آن نقش داشته‌است می‌توان به شهر داج، خانه‌ای روی تپه تلگراف، شاهین دریا، مسیر سانتافه، آشیانه عشق، پینکی، رازی در مکزیک و پیردختر اشاره کرد.